# Shigeru Sarusawa
Shigeru Sarusawa (født 30. januar 1960) er en tidligere japansk fodboldspiller. Han var en del af den japanske trup ved FIFA World Youth Championship 1979.